# Крон, Виктор
Виктор Фриц-Крон (англ. Victor Fritz-Crone, также известный как Vic Heart; род. 31 января 1992, Ёстерокер, Стокгольм, Швеция) — шведский певец и гитарист. Представлял Эстонию на песенном конкурсе «Евровидение-2019» в Тель-Авиве с песней «Storm».

## Биография
Виктор Крон родился и вырос в Швеции, в городе Эстерокер. Он начал играть на гитаре и писать песни в возрасте 15 лет. Когда Виктору исполнилось 18 лет, он переехал в Лос-Анджелес и Нэшвилл, чтобы писать песни с известными артистами, такими как Diane Warren, Desmond Child и Eric Brazilian. Крон выступал на некоторых международных музыкальных мини-центрах Лос-Анджелеса, а также выпустил песню «Jimmy Dean» под его именем Vic Heart.
В 2015 году Виктор выпустил свой дебютный сингл «Burning Man», и принимал участие в Melodifestivalen, где выступал с песней «Det rår vi inte för».
16 февраля 2019 года Крон выиграл Eesti Laul с песней «Storm» и получил право представлять Эстонию на конкурсе «Евровидение-2019», который прошёл в израильском Тель-Авиве. Музыкант выступал в первом полуфинале и, заняв 4-е место со 198 баллами, смог выйти в финал, где занял 20-е место с 76 баллами.
В ноябре 2019 года стало известно, что Крон вошёл в состав участников шведского фестиваля Melodifestivalen 2020, который также является национальным отбором на Евровидение. Со своей песней «Troubled Waters» он вышел в финал из четвёртого полуфинала. Он занял девятое место, набрав в общей сложности 57 очков.
В ноябре 2022 стало известно, что Виктор будет участвовать в Melodifestivalen 2023 с песней «Diamonds». Во втором раунде первого этапа Крон занял второе место с 80 очками и вышел в полуфинал так называемого «второго шанса», где занял шестое место в общем зачете с 28 очками, после чего выбыл.

## Дискография

### Синглы
| Название                                                                                  | Год  | Максимальная позиция в чартах | Максимальная позиция в чартах | Альбом            |
| Название                                                                                  | Год  | EST                           | SWE                           | Альбом            |
| ----------------------------------------------------------------------------------------- | ---- | ----------------------------- | ----------------------------- | ----------------- |
| «Jimmy Dean»                                                                              | 2014 | —                             | —                             | Неальбомный сингл |
| «Burning Man»                                                                             | 2015 | —                             | —                             | Неальбомный сингл |
| «Det rår vi inte för» (совместно с Behrang Miri)                                          | 2015 | 48                            | 69                            | Неальбомный сингл |
| «Feelgood Day»                                                                            | 2016 | —                             | —                             | Неальбомный сингл |
| «Cadillac» (совместно с Maximani)                                                         | 2016 | —                             | —                             | Неальбомный сингл |
| «California»                                                                              | 2017 | —                             | —                             | Неальбомный сингл |
| «Sunshine and Rain»                                                                       | 2017 | —                             | —                             | Неальбомный сингл |
| «Coming Up» (совместно с Tungevaag & Raaban)                                              | 2017 | 49                            | —                             | Неальбомный сингл |
| «Made Of»                                                                                 | 2018 | —                             | —                             | Неальбомный сингл |
| «Storm»                                                                                   | 2019 | 3                             | —                             | TBA               |
| "—" обозначает запись, которая не попала в чарты или не была выпущена на этой территории. |      |                               |                               |                   |